# 南京事件 (1927年)
南京事件（ナンキンじけん）は、1927年（昭和2年）3月24日、北伐の途上において、蔣介石の国民革命軍の第2軍と第6軍を主力とする江右軍（総指揮・程潜）が南京を占領、その際、一部中国軍民が暴徒と化して日本・アメリカ・イギリスの領事館や外国系企業・大学や居留民を襲撃、暴行・略奪等を行い、その救出に来た米英の軍艦と国民革命軍の一部部隊が衝突、さらにこれら米英艦船が暴徒鎮圧のために南京市内に砲撃を行った事件。
外国民間人側には6名の死者を含む死傷者の他、略奪・破壊により多大な物的損害が出、中国人側にも軍民36～39名の死者と被爆住宅は十数か所が出たとされる。が、当時の中国側発表には中国人死傷者を2千人とするものもある。
騒乱を起こした者については諸説あり、国民革命軍（以下、南軍）中の不良分子または共産党支持者、南京撤退時の軍閥、南京住民の犯罪者・排外主義者等があげられている。

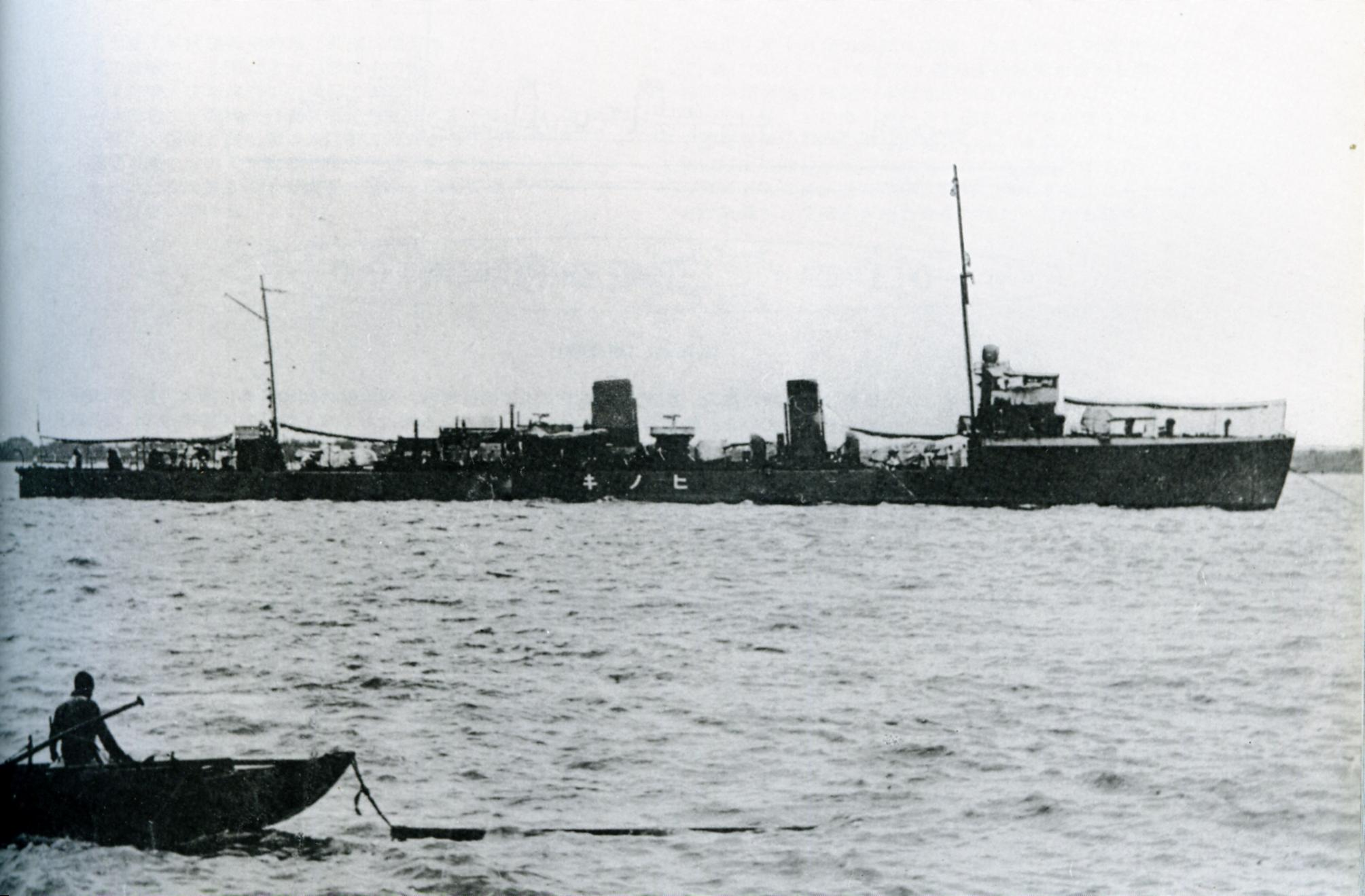
海軍陸戦隊を派遣した第24駆逐隊駆逐艦檜

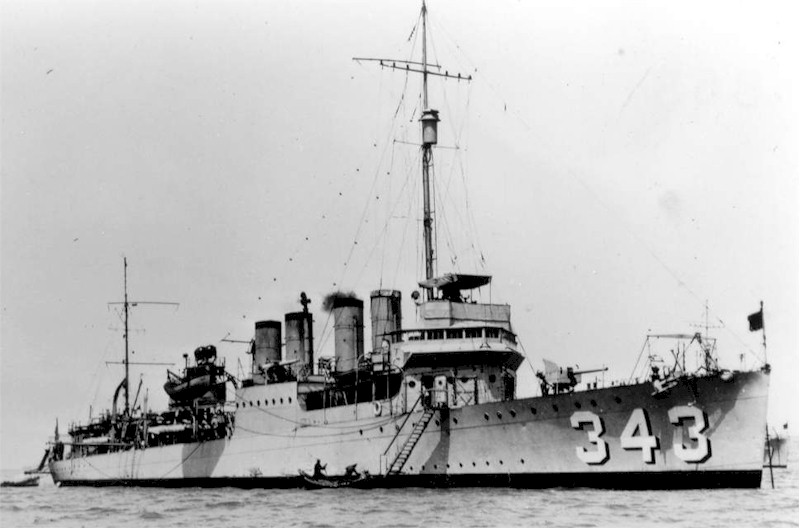
事件で活躍したアメリカ海軍クレムソン級駆逐艦「ノア（en）」

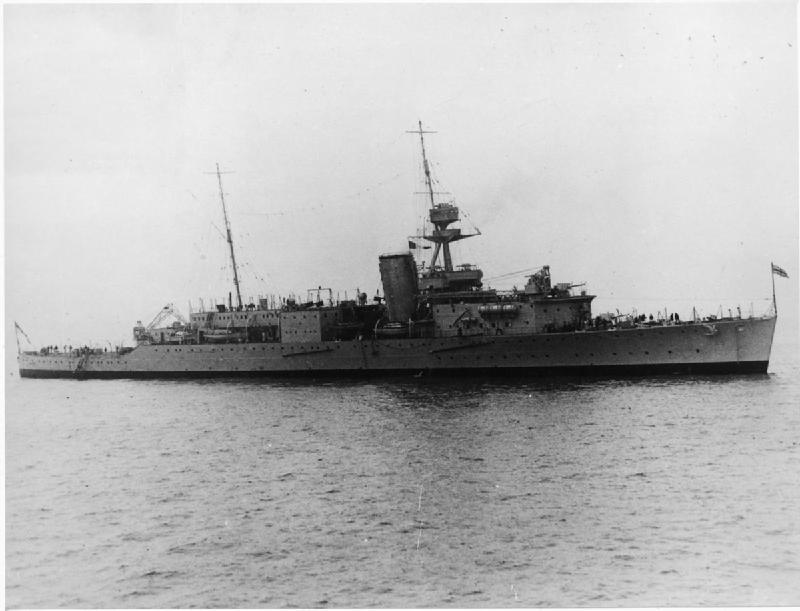
事件で活躍したイギリス海軍練習艦「ヴィンディクティヴ」

## 事件の経過

### 事件前
- 1919年、第一次世界大戦後、五四運動発生。
- 1924年、第一次国共合作。
- 1926年3月20日、中山艦事件
- 1926年7月1日、蔣介石が北伐宣言で北伐開始。

#### 蔣介石・国民革命軍
1927年3月21日、蔣介石の国民革命軍は上海を占領し、南京攻略を目指して3月23日に南京城を包囲した。

#### 張宗昌・直魯連合軍
張宗昌ら直魯連合軍8万は戦わずに退却し、市民も逃げ惑い、南京城内は混乱した。

#### 南京在留日本
3月22日朝、日本海軍は荒木亀男大尉指揮下の海軍陸戦隊10人を領事館警備のために機関銃一門、無線電信機、小銃などを携えて駆逐艦檜から上陸させた。しかし、自動車で南京城に入ろうとすると儀鳳門で張宗昌ら直魯連合軍は、蔣介石軍を援助する疑いがあるとして小銃など武器を押収した。機関銃一門、無線電信機は先発の自動車で運んでいたので押収はされなかった。荒木大尉は抗議したが受け入れられず、儀鳳門に翌朝まで抑留された。
南京在留日本側は、掠奪暴行が予想されたので3月22日に南京城内の婦女子を領事館に避難させ、23日午後8時までに領事館舎15人、本館に38人、警察官舎に20人、書記生室に19人、署長官舎に10人を収容した。
また、23日に山東軍の敗兵が南京外れの港のある下関地区で略奪・発砲をしたため、危険があるとして下関地区の婦女子は駆逐艦檜と日清汽船のハルクに収容した。

### 事件の発生
1927年（昭和2年）3月24日早朝、国民軍総司令蔣介石の北伐軍が南京に入城した。その軍長は程潜であった。当初は平和裏に入城、米・英・日の領事館に逃げ込んだ軍閥兵がいないか捜索に来て、いないと分かると平和的に退去した。その後、軍人や民衆の一部が外国の領事館、外国系企業・大学や外国人居留地などを襲撃して暴行・掠奪・破壊などを行った。
長江上では日英米の軍艦と南軍の間で戦闘が始まった。危険を感じ、ようやく下関地区の男性等残りの日本人の収容も始まったが、日清汽船の「ハルク」に対しても銃撃が行われ、その流れ弾にあたって水兵が1名亡くなった。また、英国領事館は襲撃を受け、領事・港務部長が銃撃を受け、西洋人十名が脱出、内の英人、仏人、スウェーデン人、ノルウェイ人各1名が駆逐艦檜に無事に収容された。
日本1人（後述の宿泊船警備の海軍兵）、イギリス2人、アメリカ合衆国1人、イタリア1人、フランス1人の死者が出た。アメリカ人死者は金陵大学副校長ジョン・エリアス・ウィリアムズ博士で、大学の居住区に中国兵が侵入したため他の西洋人らと調査に向かったところ兵らと出会い、略奪を受け、時計については母の形見なので残してくれるよう中国語で頼んだところ射殺された。イタリア人死者は当時の新聞報道によれば震旦大学南京予科校の校長と報じられている。
一時は米人だけで155名の行方不明者が伝えられたものの連絡の途絶えた領事館に集まっていたもので、結局、暴動での明確な外国人死者は６名で、日本人については水兵１名で民間人死者は出ていない。他に負傷者として日本2人、イギリス2人、アメリカ合衆国3人が出ている。強姦については、30数名の日本婦女子の被害の噂もあるが、現地に居たものの証言からは概ね否定的で、実態は明確でない。

### 日本領事館での暴行
日本領事館は国民党軍が規律正しいと聞いていたので、蔣介石軍が入城した際も安心していた。そこで、防衛のための土嚢や機関銃を撤去し、開門して国民党軍を受け入れた。
また、倉庫には小銃30挺が保管されていたが、それらの上に荷物を山積みしており、即座に使えるようには準備されていなかった。
中国軍一個中隊は正門から闖入すると、歩哨に立っていた西原二等兵曹に銃剣を突き付け、殴り付けた。中国軍は「やっつけろ、やっつけろ」と連呼しながら銃剣で突きまくり顔面や頭部をめった打ちにした。救援にかけつけた数名の海軍陸戦隊員も銃剣を突き付けられ、時計や財布を掠奪された。
その後、中国軍は、本館を襲撃して電話機や器物を破壊し、金庫を開けろと木村領事館警察署長に命じたが、応じなかったので発砲し、署長は右腕を負傷した。
領事館舎の2階にいた根本博陸軍武官（少佐）に対して、中国兵は室内に入るや否や頭をめがけて発砲したが、逸れた。しかし腹を撃たれたうえ、１階に飛び降りようとしたところに銃剣で臀部を突き刺され、突き落とされた。さらに、領事は病気で寝床に臥せっていたが、室内には領事夫妻の他多くの要路の現地日本人がいたが、中国兵は「金を出せ」「金庫を開けろ」「出さねば殺すぞ」と罵りながら、所持品や衣服も奪い、領事夫人にも略奪は及んだ。
寝室の領事専用金庫は破壊され、貴重品はすべて持ち去られた。さらに中国兵に後続して、南京の老若男女の住民、苦力らが押し寄せ、電球、電線、装飾器具、炊事道具、風呂桶、便器まで持ち去った。
日本人は衣服を脱がされ、それらの衣服も持ち去られ、白昼のことで次々に略奪者が来るのでさすがに強姦まではなかったものの、女性も身に貴重品を隠しているということで別室で身体検査をされた者や裸にされて陰部を指先や銃剣の先でつつかれた者もいたという。強奪は朝7時から午後1時すぎまで打ち通しに行われた。
当時の日本では、現地特派員からとして、午前11時半ころまで略奪が続き、ついには火がかけられようとしたが、そのころ南軍第二軍党代表兼第六師政治部主任の楊が到着し略奪を制止、第六師長も来て外人保護の布告を張り出したことが報じられている。避難民の証言には、暴徒らがほぼ引き揚げたような頃になって、ようやく第2軍政治部の蔣勁、ついで師長の戴岱がやってきて「我が国民軍は外国人に危害は加えない。今日、諸君を苦しめたのは確かに北軍の所為である」と述べたとしている。
荒木大尉は、反撃すると日本人避難民に危険が及ぶと考え、海軍陸戦隊員に無抵抗を命じていたため、館内の日本人は一方的に暴行や掠奪を受けた。
日本側の報道によると、駆逐艦「檜」などから派遣されていた領事館警備の陸戦隊の兵力は10人しかなく、抵抗すれば尼港事件のような民間人殺害を誘発する危険があると考えられたため、無抵抗が徹底されたという。

### 領事館外での暴行
領事館への襲撃のほか、遅れて係留中の宿泊船「ハルク」に逃げ込む日本人に対し銃撃が始まり、警備についていた後藤三等機関兵曹は流れ弾を受けて死亡した。
また、日本人の経営する旅館寶来館を襲撃した中国人兵は「金を出せ」「奉天兵はいないか」「ピストルはないか」と連呼し、旅館にいた日本人から財布や骨董品を強奪していった。宿の女中がつけていた指輪がとれないので、「面倒だ、指を切り落とせ」と中国人兵がいうので外して渡した。中国人兵は「張作霖びいきの日本人は皆殺しだ。もう50人殺された」と威しながら、発砲した。女の腰巻まで奪おうとした兵もいたが結局そのまま出て行った。その後、十数人の中国兵がまた来て日本人は皆殺しにすると宣言したが、弾が出ず手間取っている内に門の前を通りがかった中国人将校２名が気付いて制止した。(東京朝日園田記者の証言、東京朝日1927年3月30日）

### 全体被害とその真偽
佐々木到一中佐は、あくまで噂を纏めたものと思われるがその時の被害状況について、以下のように記している。
ただし、当時の日本の報道では艦船に収容された日本人中の負傷者は2名とされている。
また、上記領事夫人の件は、当時の日本の新聞では身を呈して夫を庇った所それを見た中国兵らは怯んで去ったという目撃者証言も報じられていて、寧ろその報道のほうが後の現地居留民らの証言にかなり雰囲気が近い（参照：#日本領事館での暴行）。さらに、多数の日本人婦女凌辱については、領事館にいた須藤医師は、否定的でただ米国人婦人４人の被害は確かにあったとし、男性に対する残虐行為を含めた幾つかの西洋人被害が誤伝されたものではないかとしている。また、寶来館にいた朝日新聞記者の話からも、中国兵による女性に対する衣服まで含めた略奪があり、あわやという日本人全員の処刑も起こりかけているが、性的凌辱があったことは窺えない（参照：#領事館外での暴行）。

## アメリカ・イギリスの対応
3月24日、中国兵は南京在留のイギリス人18人、アメリカ人130人を捕らえた。イギリスとアメリカ両海軍が引き渡しを要求したが、中国側は拒否した。同日、この出来事と襲撃事件を南軍の仕業とみなし、南京錠泊中のアメリカ軍とイギリス軍の艦艇（軽巡洋艦1、駆逐艦及び砲艦数隻）は暴徒鎮圧のため、午後3時40分頃より城内に艦砲射撃を開始、陸戦隊を上陸させて居留民の保護を図った。砲弾は1時間余りで約200発が撃ち込まれ、日本領事館近傍にも着弾した。程潜は、砲撃により暴徒は四散したので米英の艦船に支那紅十字（中国の赤十字）を通じて砲撃を止めるよう要請、砲撃は収まった。中国側の主な民間被害は、この時の砲撃による民間人を主とする死傷と建物被害とされている。領事館などにいた英米人は、支那紅十字の斡旋により軍艦に引き揚げた。

## 国民党の対応
国民革命軍側は当初この騒乱を撤退した軍閥の逃げ遅れの兵、あるいはそれに地元のゴロツキ等が加わったものとしたが、欧米から南軍兵士とみられる者が事件に多数加わっていたとする抗議を受ける中で、事件の責任を共産主義者の教唆・扇動によるものとしていった。この事件が上海クーデターの要因ともなり、国民党と共産党が決裂する契機となったともいわれる。

## 日本の対応

### 幣原喜重郎外相
森岡領事は、共産党の計画による組織的な排外暴動であると報告、外務省は事件当初から、南京事件が蔣介石の失脚をねらう過激分子によるものとした。そこで、強行策をとれば南軍兵が暴動を起こし各国居留民が危険に陥るとして、幣原喜重郎外相は一貫して不干渉政策をとり、列強を説得した。ただし、その後の列強による共同での抗議には参加している。
なお、森岡南京領事は、マスコミ等に、前後の事情から見ると全く事前から計画されていたものと断定できるとしたが、その根拠として、南京にある外国人の住所・人数・財産に至るまで調査が完全に行われていた（あくまで森岡の推理である）、略奪を始めるとともに馬車・大車・馬・驢馬まで用意していたと語り、結局、そこから事前から用意していたことが想像できるとしたもので、さらに事件の首謀者は共産党員で、共産党員の便衣隊が南軍の南京入城と同時にいちいち案内したものであると主張しているが、なぜ共産党の便衣隊と分るのかについては明確でない。寧ろ、森岡が、対中融和路線の幣原外相の都合に合わせ、蒋介石ら国民革命軍本来の責に帰さず共産党の責にしようとした可能性もある。

### 日本海軍
日本は駆逐艦檜、桃、濱風を碇泊させていたが、虐殺を誘致するおそれありとして一発も砲撃せず、3月25日朝、領事館救援のため、さらに吉田指揮官の海軍陸戦隊90人を上陸させた。途中、城内の騒乱は収まったとの報に接したが、混乱を慮って南軍と交渉の上で城内に入り、午前10時半に領事館に到着。午後6時頃、領事館の避難民らは、周囲の騒乱・略奪が続いているようであることから、増援を受けた陸戦隊に守られて駆逐艦に引き上げた。
しかし、日本海軍が南京市内を砲撃しなかったことに対して、日本側の思惑とは反対に中国民衆は日本の軍艦は弾丸がない、案山子、張子の虎として嘲笑したとの主張もある。海軍陸戦隊が中国兵によって武を汚されたことは第一遣外艦隊司令部において問責され、荒木大尉は自決を図ったが、一命を取り留めた。

### その後
まもなく4月3日には漢口でも日本領事館や水兵・居留民が襲撃される漢口事件が引き起こされた。蘇州でも日本人が監禁された。

## 中華民国の声明
3月29日、蔣介石は、九江より上海に来て、暴行兵を処罰すること、上海の治安を確保すること、排外主義を目的としないことなどの内容を声明で発表した。しかし、日英米仏伊五カ国の公使が関係指揮官及び兵士の厳罰、蔣介石の文書による謝罪、外国人の生命財産に対する今後の保障、人的物的被害の賠償を共同して要求したところ、外交部長・陳友仁は責任の一部が不平等条約の存在にあるとし、紛糾した。その後も交渉は各国と個別に続けられた。

### 上海クーデター
4月12日、南京の国民革命軍総指令・蔣介石は、上海に戒厳令を布告した。いわゆる、四・一二反共クーデター（上海クーデター）である。この際、共産党指導者90名余りと共産主義者とみなされた人々が弾圧の中で殺害された。それまでも蒋介石は共産主義者らとの対立姿勢を強めていたものの、ここまでの完全な排除に踏み切ったのは、蔣介石が先の南京事件を反帝国主義感情・排外感情を利用して事件を引き起こし、共産主義の影響力を強化し国民党右派に打撃を与えようとした共産党の陰謀と疑った結果とする見方がある。また、英国は、南京事件はコミンテルンの指揮の下に発動されたとして関係先を捜索、5月26日、ソ連と断交した（アルコス事件参照）。

## 事件の犯人
既に軍閥兵が退去していた後で、多くの外国人らが彼らが程潜の江右軍（南軍）の兵士らだったことを当然視している。国民革命軍の制服を着て、国民革命軍関係者の制止を受けると指示に従った。また、外国領事館を襲った者らは湖南・広東・江西等の言葉を話し、外国人居留地を襲った者らは地元の言葉を話していたとの主張もある。軍閥の直魯軍が退却時に起こし民衆が加わったものとする説、略奪目当ての国民革命軍内の不良分子が入城した際に土地のゴロツキ・不満分子を煽って起こしたとする説等がある。また、当時のアメリカの新聞報道の多くは彼らのことを排外熱にとらわれた者としていて、特定の思想に憑かれたものとはあまりみていない。
当時、漢口の国民党政府は左派の勢力が強く、それに対し国民革命軍を率いる蒋介石は反共姿勢を強めていた。蔣介石によれば、この事件はあえて外国の干渉をさそって蔣介石を倒す中国共産党の計画的策謀とし、事件のかげには武漢国民政府のソ連の顧問ミハイル・ボロディンがいて、第6軍政治部主任林祖涵と、第2軍政治部主任李富春は共産分子であり、軍長の程潜は彼らにあやつられていたとする。事件前夜の3月23日にソ連の顧問ミハイル・ボロディンが武漢で招集した中央政治委員会で、林祖涵は程潜を江蘇政務委員会の主席にするよう提案していたとするものである。
日本側の記録『南京漢口事件真相　揚子江流域邦人遭難実記』では、「共産党の計画的暴挙」であったとしている。当時の若槻内閣（外相：幣原）は、事件を蒋介石失脚を図るための陰謀によるものとしている。

## 事件の影響

### ソ連大使館捜索
南京事件の北京への波及を恐れた列強は、南京事件の背後に共産党とソ連の策動（間接侵略）があるとして日英米仏など七カ国外交団が厳重かつ然るべき措置をとることをこのとき北京を押さえていた張作霖の安国軍総司令部に勧告した。
4月6日には張作霖により北京のソ連大使館捜索が行われ、ソ連人23人を含む74人が逮捕された。押収された極秘文書の中に次のような内容の「訓令」があったと総司令部が発表した。その内容とは、外国の干渉を招くための掠奪・惨殺の実行の指令、短時間に軍隊を派遣できる日本を各国から隔離（離間工作）すること、在留日本人への危害を控えること、排外宣伝は反英運動を建前とすべきであるというものである。「訓令」の内容は実際の南京事件の経緯と符合しており、「訓令」の発出が事実であったとする見解は有力である。5月12日、ロンドンのソ連貿易会社アルコスが捜索された(アルコス事件)。

### 中ソ国交断絶
4月9日、ソ連は中華民国に対し国交断絶を伝えた。

### 日中関係
国民党は日本の無抵抗主義を宣伝したため、この事件は多くの中国人に知られるようになり、中国人は日本を見下すようになったという意見がある。一方、日本では事件が中国人さらには共産主義者らによるものと喧伝され、中国人や共産主義者らへの憎悪の声も上がった。
1924年の加藤高明内閣の外相・幣原喜重郎は、幣原三原則を基本とした親善政策である「幣原外交」を展開していた。ところが、同年4月にはさらに漢口事件が発生、南京事件や漢口事件などにより国民の対中感情が悪化、幣原外交は「軟弱外交」として批判された。金融恐慌の中、事件直後の4月若槻禮次郎内閣が総辞職すると、田中義一が首相と外相を兼任、かねてから中国より東北三省を切り離すことを主張していた外務政務次官・森恪がその政策に関与し、日本の対中外交は一変した。また、この事件などを根拠として居留民保護を名目に華北・満州の日本権益保護を狙った山東出兵が行われるようになっていった。1928年5月には済南事件が起こり、現地では日中双方による相手方への無差別攻撃・虐殺等が生じた。
済南事件の際には、幣原の軟弱外交に原因を求め南京事件により中国人が日本人をいっそう軽侮し済南事件を招くことになったという主張、南京事件で被害が少なかったことを指摘し寧ろ出兵したことを難じる主張、相手を責めるばかりの自己の無責任さを政治家双方が恥じるべきだとの主張が、それぞれマスコミ論調に現れている。

### 解決
武漢政府が容共政策放棄を声明し、南京に国民統一政府が組織されると、南軍兵士らが起こしたことが明瞭であったためか、蒋介石の国民党政府は事件発生が共産主義者の扇動によるものとしながらも、諸外国に対しほぼ全面的に中国側の責と認めた。人的な被害は中国側が大きかったとみられるものの外国系企業の物的な被害等もあり、具体的金額こそ公式には伏せられたものの、外国人身体・生命への被害及び財産上の損害に対し莫大な額とみられる賠償金が国民政府から諸列強に支払われることになっていった。1928年3月、先頭を切って米国と解決、米国は賠償手付として15万元を獲得したとみられ、被害調査委員会のようなものは設けず此の手付金のみで済ますことになったようであるものの、当時の日本の報道はこれを莫大な額として米国は商売上手と評している。翌1928年3月、アメリカとの妥結についで8月にイギリス、10月にフランスとイタリアとも解決したが、最後の日本とは山東出兵問題まで絡んで解決は1929年5月となった。この解決により、共産主義者勢力を排除したことや北伐を完成し中国を統一したこともあって、南京の国民党政権は、諸列強から中国の唯一正統な政権と認められていく形となっていった。
日本との解決は済南事件の発生も絡み、最後となった。1929年4月に日本と協定を結び、5月日中双方で交換公文を交わし、中国側は事件を南京政府建都以前に共産党の扇動により発生したものとしながらも遺憾の意を表し責任を負うとし、日中双方による調査委員会を作って調査、日本人の身体・財産上の損害を賠償する意を表した。
1931年7月、最終的に漢口事件（1927年）と合わせ105万元の賠償金（内75万元が南京事件分）が確定、10か月の分割払いとなった。支払は満州事変発生によりいったん中断もあったが、1934年10月に残額が完済され終了した。

## 資料
- 当時の居留民らによる報告・証言記録集として、中支被難者連合会『南京漢口事件真相　揚子江流域邦人遭難実記』岡田日栄堂、1927年（昭和2年）がある。他に漢口事件(p79-156)、さらに長沙(p157-167)、宜昌(p168-174、重慶（p175-195)などについても記録されている。国立国会図書館のデジタルコレクションで全ページ閲覧できる（url：https://dl.ndl.go.jp/pid/1191533/1/1）。2006年、田中秀雄によって『もうひとつの南京事件－日本人遭難者の記録』（芙蓉書房出版)として復刻された。

- 外務省「南京事件の発生と我方の措置」3月26日外務省[55]。

## 関連作品
- 映画上海ドキュメント(1928年、ソ連)
- 映画砲艦サンパブロ